# Doublast
Doublast è il secondo EP del gruppo femminile sudcoreano Kep1er. Pubblicato il 20 giugno 2022 dalla Wake One Entertainment, consiste di 5 tracce, compreso il brano apripista "Up!".

## Antefatti
Il 3 giugno 2022 la Wake One ha annunciato che le Kep1er avrebbero pubblicato il loro secondo EP, intitolato Doublast, il 20 giugno. Il 10 giugno la tracklist è stata resa pubblica, annunciando la traccia "Up!" come brano principale dell'album. Tre giorni dopo, un highlight medley è stato pubblicato sui canali ufficiali del gruppo. Il video musicale di "Up!" è stato pubblicato nello stesso giorno dell'uscita dell'album.

## Tracce
1. Up! – 3:12 (testo: Jinli (Full8loom) – musica: Glory Face (Full8loom), Jinli (Full8loom))
2. Le Voya9e – 3:36 (testo: Whyminsu – musica: Whyminsu)
3. Attention – 3:21 (testo: Wwwave (PaperMaker) – musica: Tenzo, Samuel Ku, Chloe Latimer, Pippa Glenn, Josh McClelland, Qudo (PaperMaker))
4. Good Night – 3:08 (testo: Jinli (Full8loom) – musica: Glory Face (Full8loom), Jinli (Full8loom))
5. Rewind – 3:49 (testo: Lee Seu-ran – musica: Moof (153/Joombas), JJ Evans (153/Joombas), Ashley Alisha (153/Joombas))